# Edition Ost
Edition Ost (Eigenschreibweise edition ost) ist ein 1991 gegründeter Buchverlag mit Sitz in Berlin. Seit 2002 gehört die Edition Ost zur Eulenspiegel Verlagsgruppe.

## Details
Verlagsleiter ist Frank Schumann. Edition Ost publiziert vor allem Literatur zu DDR-Themen. Laut Udo Baron (Verfassungsschutz Niedersachsen) veröffentlichen hier ehemalige Funktionäre des Macht- und Herrschaftsapparates der DDR ihre Geschichtsbilder. Erich Honecker veröffentlichte dort seine „Moabiter Notizen“, wenige Wochen vor seinem Tod. Aber auch Rudolf Bahro ist mit zwei Büchern vertreten; Peter Brandt, Günter Gaus (u. a. Gespräche mit Herbert Wehner) und Gerhard Zwerenz haben dort veröffentlicht.

## Kritiken
Der Politikwissenschaftler Michael Lühmann fasste 2007 in Die Zeit das Verlagsprogramm mit den Worten zusammen: „Lob- und Jubelschriften für das Ministerium für Staatssicherheit (MfS) und Nationale Volksarmee der DDR (NVA), gepaart mit Streitschriften gegen die bundesdeutsche Siegerjustiz wechseln sich mit Schmähschriften gegen westliche Geheimdienste ab“. „Das offensive Reinwaschen der SED-Diktatur ist schließlich Programm der Edition Ost, die mit ihren Veröffentlichungen die DDR vom Schrecken des sozialistischen Regimes zu entkleiden versucht.“ „Für das bunte Themenpotpourri der Geschichtsverfälschung zeichnet sich ein Autorenkollektiv verantwortlich, das einem who is who des DDR-Unterdrückungsapparates gleicht.“ „Doch Bücher und Autoren der edition ost apostrophieren genau jene Freiheit, stellen kontrastierend zum historisch verbürgten Mainstream knallhart auf Geschichtsrevisionismus ab. Der Verlag bietet den sektiererischen Kreisen ehemaliger Stasi-Kader eine Bühne, die diese immer offensiver nutzen.“
Manfred Jäger vom Deutschlandfunk zufolge war die Edition Ost des Öfteren dem Vorwurf ausgesetzt, ein Fachverlag für Apologetik einstiger DDR-Funktionäre aus SED, NVA und Staatssicherheit zu sein. Etwa aus dem in der Reihe erschienenen Buch Hans Bentziens zum Volksaufstand in der DDR vom 17. Juni 1953 erfahre der Leser Informationen über die Mentalität und Beschränktheiten eines intelligenten SED-Funktionärs, mit Ergebnissen der historischen Forschung  beschäftige sich der Autor nicht.
Laut dem Historiker Sven Felix Kellerhoff würden in den Büchern des Verlags reihenweise Propagandalügen der SED aus dem Kalten Krieg aufgewärmt und durch „Geschichtsfälscher“ wie Siegfried Hähnel die Stasi- und DDR-Verbrechen verharmlost.
Cornelia Dörries beurteilte in der FAZ, dass der Verleger „einen durchaus speziellen zeithistorischen Ackersaum der untergegangenen DDR bewirtschaftet“.
Im November 2020 erwirkte der Urenkel Walter Ulbrichts, Florian Heyden, beim Landgericht Berlin eine Verfügung gegen den Verlag wegen Verfälschung seines Buches „Walter Ulbricht. Mein Urgroßvater“. Der Verlag habe „politisch nicht genehme Passagen im ursprünglichen Manuskript“ umgeschrieben, den Text ideologisch passfähig gemacht. Nach Einschätzung des Historikers Ilko-Sascha Kowalczuk ist die Edition Ost „dafür bekannt, es mit der historischen Wahrheit nicht allzu genau zu nehmen“.